# سیارک ۲۳۷۲۷۷
سیارک ۲۳۷۲۷۷ (به انگلیسی: 237277 Nevaruth، نامگذاری:2008XR2)۲۳۷۲۷۷مین سیارک کشف شده‌است که در ۰۵ دسامبر ۲۰۰۸ کشف شد.